# 타만라세트주

타만라세트주

타만라세트주(아랍어: ولاية تمنراست, 영어: Tamanrasset Province) 또는 타망가세트주(영어: Tamanghasset Province)는 알제리 남동부에 위치한 주로, 알제리에서 면적이 가장 큰 주이다. 주도는 타만라세트(타망가세트)이며 면적은 556,200km2, 인구는 176,637명(2008년 기준)이다.